# Briketter

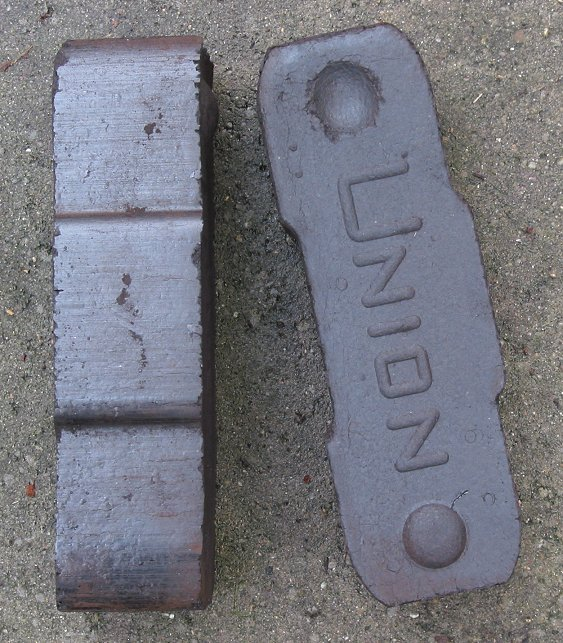
Briketter av brunkol.

Briketter (från franskans brique = tegelsten) är ett material, oftast i pulverform som pressats i ägg- eller tegelstensform för att göra det mer lätthanterligt eller transportabelt. 
Briketter för eldningsändamål framställs av torv, brunkol, träkol eller stenkolsstybb. Vid järntillverkning förekommer det att pulverformig malm sammanfogas till malmbriketter för att undvika att malmpulvret försvårar blästerluftens passage in i ugnen.
Höbriketter används som kreatursfoder, och pressas till skillnad från pellets utan föregående malning av höet.
Torv och brunkolsbriketter framställs i brikettpressar utan inblandning av bindemedel, men vid pressning av stenkolsbriketter krävs ett bindemedel, vanligen beck.
Träkolsbriketter brinner längre än vanligt kol. Tar längre tid att antända än träkol. Vissa typer kan innehålla tändmedel.
Vid grillning håller briketter en jämn temperatur under i stort sett hela grillningen, ca 180 grader. 
Amerikanska grillbriketter innehåller träspill från industrin, kalk för att visa upp en grå yta då briketten är varm nog för grillning. Majsmjöl används som bindemedel för att hålla ihop briketten och antracit för att höja energivärdet.

## Energiinnehåll och säkerhet
Briketter innehåller betydligt mer energi än de flesta andra biobränslen, t.ex. ved och pellets. Detta gör att såväl förbränningstemperatur som rökgastemperatur blir högre, vilket innebär extra påfrestningar på både eldstad och skorsten.